# Broons
Broons (bretonsko Bronn) je naselje in občina v francoskem departmaju Côtes-d'Armor regije Bretanje. Leta 2006 je naselje imelo 2.665 prebivalcev.

## Geografija
Kraj leži v pokrajini Bretaniji na pol poti med Saint-Brieucom in Rennesom, 24 km jugozahodno od Dinana. Skozi občino tečejo tri reke: Rosette in njen pritok Damiette, ki sta posodili svoje ime dvema krakoma delte Nila, in Frémeur.

## Uprava
Broons je sedež istoimenskega kantona, v katerega so poleg njegove vključene še občine Éréac, Lanrelas, Mégrit, Rouillac, Sévignac, Trédias, Trémeur in Yvignac-la-Tour z 8.063 prebivalci.
Kanton Broons je sestavni del okrožja Dinan.

## Zanimivosti
- Nekdanja srednjeveška trdnjava la Motte-Broons iz 12. do 14. stoletja, sedež lokalnega gospostva, je stala na mestu, danes imenovanem Le Pont-du-château.
- cerkev sv. Petra iz konca 19. stoletja,

## Osebnosti
- Bertrand du Guesclin (1320-1380), bretonski vitez, francoski vojaški poveljnik v času stoletne vojne;

## Pobratena mesta
- Neufahrn in Niederbayern (Bavarska, Nemčija);